# Sorex sclateri
Sorex sclateri és una espècie de musaranya de la família Soricidae endèmica de Mèxic. Aquesta espècie és coneguda només de la zona de Tumbalá a 1.700 msnm, i des d'una altra ubicació, a prop de la frontera amb Guatemala, tant a Chiapas, Mèxic (Carraway, 2007). La zona és de 7 km², tenint en compte la disponibilitat d'hàbitat. El seu hàbitat natural s'inclou el bosc de boira.
La taxa de pèrdua d'hàbitat a la regió en què es reprodueix l'espècie és d'entre 15 i 22% en els últims 10 anys (Cuarón i de Grammont pers. Pers.). El desenvolupament agrícola i la desforestació són les principals amenaces.